# Řád vděčnosti vlasti
Řád vděčnosti vlasti (rumunsky: Ordinul „Recunoştinţa Patriei“) je státní vyznamenání Moldavské republiky.

## Historie a pravidla udílení
Řád byl založen parlamentem Moldavské republiky zákonem č. 1123 ze dne 30. července 1992. Udílen je za vychování pěti a více dětí a udílen je po dosažení věku 16 let nejmladším dítětem. Mezi tyto děti se nepočítají pouze biologičtí potomci, ale také děti osvojené dle platných právních předpisů. Do vychovaných dětí se počítají i ty, které zemřely či jsou pohřešovány v důsledku vojenské služby, ozbrojeného konfliktu, v důsledku pracovního úrazu aj.

## Insignie
Řádový odznak má tvar stylizovaného kříže s lehce konvexními rameny. Vyroben je z tombaku. Uprostřed je kulatý medailon s motivem muže, ženy a dítěte. Při okraji je nápis Recunoștința Patriei. Vespod je barevně smaltovaná vlajka republiky. Na obvodu je kříž lemován vavřínovým věncem. Průměr odznaku je 40 mm.